# Asthenoctenus longistylus
Asthenoctenus longistylus là một loài nhện trong họ Ctenidae.
Loài này thuộc chi Asthenoctenus. Asthenoctenus longistylus được miêu tả năm 1998 bởi Antonio D. Brescovit & Simó.